# Coscinosphaera
Coscinosphaera es un género de foraminífero planctónico considerado un sinónimo posterior de Orbulina de la subfamilia Orbulininae, de la familia Globigerinidae, de la superfamilia Globigerinoidea, del suborden Globigerinina y del orden Globigerinida. Su especie tipo era Coscinosphaera ciliosa. Su rango cronoestratigráfico abarcaba el Holoceno.

## Descripción
Su descripción coincide con la del género Orbulina, ya que Coscinosphaera ha sido considerado un sinónimo subjetivo posterior.

## Discusión
Clasificaciones posteriores incluirían Coscinosphaera en la familia Orbulinidae.

## Clasificación
Coscinosphaera incluía a la siguiente especie:
- Coscinosphaera ciliosa